# Diario di una schiappa a Natale - Si salvi chi può!
Diario di una schiappa a Natale - Si salvi chi può! (Diary of a Wimpy Kid: Christmas Cabin Fever) è un film d'animazione del 2023 diretto da Luke Cormican. È il sequel di Diario di una schiappa (2021) e Diario di una schiappa - La legge dei più grandi (2022).

## Trama
È quasi Natale e Greg sta cercando di essere buono per poter avere la nuova console per videogiochi, la Mega Station 9000. Gli restano due settimane mentre sua madre, Susan, tenta di diffondere lo spirito natalizio nella famiglia. Li presenta a Elfrendo, un inquietante elfo di pezza che sua nonna ha realizzato quando era bambina, e che presumibilmente osserva ogni loro mossa per Babbo Natale, e diventa fonte di fastidio per Greg.
Per rimanere buono, Greg convince Rowley a costruire un pupazzo di neve con lui, ma crea una palla di neve troppo grande. In fondo alla strada, una donna spazzaneve viene avvicinata dai bambini. Greg e Rowley fanno cadere accidentalmente la loro enorme palla di neve lungo la strada danneggiando la lama dello spazzaneve. I due fuggono dalla donna. Sapendo che saranno identificati dai loro capi di abbigliamento, li lasciano in un cassonetto. Quando tornano a casa, Susan costringe la famiglia a fare un giro natalizio attraverso la città dove Greg scopre che il cassonetto era in realtà un contenitore per le donazioni di giocattoli. Il giorno successivo, i manifesti degli "assalitori" vengono affissi ovunque e Greg e Rowley progettano di riprendersi le loro cose.
Il giorno successivo, una tempesta di neve ha coperto tutto, proprio mentre Frank, il padre di Greg, se ne stava preoccupando. La famiglia è costretta a rimanere in casa finché non passa la tempesta che potrebbe richiedere giorni; questo è reso ancora più difficile quando viene a mancare la corrente. Greg si sente meglio quando scopre che la sua famiglia gli ha regalato la console, ma inizia a soccombere alla tensione familiare. Susan cerca di rinvigorire lo spirito natalizio di tutti, Frank tenta di tenere l'inventario, anche se nota che all'improvviso mancano delle cose, e Rodrick cerca di alimentare la telecamera del campanello nel tentativo di trovare i colpevoli delle palle di neve, dopo aver erroneamente supposto che due liceali abbiano rubato le cose di Greg e Rowley e causato il danno allo spazzaneve. La famiglia inizia a soffrire di febbre da cabina e comincia a litigare tra loro, peggiorando quando scoppiano le tubature dell'acqua. Quando Manny scompare, la famiglia lo cerca e scopre che ha accumulato gran parte delle loro provviste.
Gli Heffley finalmente si calmano e visto che è la vigilia di Natale decidono di aprire un regalo in anticipo, facendo sentire tutti meglio. Greg si aspetta che il suo primo regalo sia la console per videogiochi, anche se scopre invece che si tratta di capi di abbigliamento di sua nonna. Notano che ha smesso di nevicare e Greg esce di soppiatto per mettere in atto il suo piano. Recluta Rowley e si dirigono verso il cestino per le donazioni dei giocattoli, anche se devono scavare furiosamente per trovarlo a causa della neve. Greg trova le loro cose, ma Rowley lo abbandona quando arriva la signora spazzaneve di prima. È colpita dal fatto che Greg abbia spalato tutta la neve e gli offre un passaggio per tornare a casa sua. Greg scopre che è una madre single che spala la neve solo come lavoro secondario per sostenere lei e suo figlio Tyler. Voleva procurargli una Mega Station, ma non può permetterselo. Greg se ne va in buoni rapporti con lei, e anche se ella vede i capi di abbigliamento che ha recuperato, lo definisce un "bravo ragazzo" e si separano.
Greg rincasa proprio mentre la corrente torna nel quartiere e la famiglia festeggia. Vedono il veicolo di un agente di polizia fermarsi e si rendono conto che Greg è il colpevole della palla di neve. Gli Heffley optano invece di nascondere le prove, ma Greg decide di costituirsi. Si scopre che la polizia stava semplicemente cercando donazioni e Greg decide di cedere la sua Mega Station alla donna spazzaneve e a Tyler. Greg ora apprezza ancora di più la sua famiglia, ma si promette che riceverà la console per videogiochi che sarebbe uscita l'anno prossimo. Getta via Elfrendo nel cestino, anche se ritorna, vegliando continuamente su Greg.

## Distribuzione
Il film è stato distribuito sulla piattaforma Disney+ a partire dall'8 dicembre 2023.

## Accoglienza

### Critica
Sul sito di recensioni Rotten Tomatoes, il film ha un indice di gradimento dell'67% delle recensioni positive, sulla base di 9 recensioni, con un voto medio di 6.4 su 10.